# 1987年飓风尤金
飓风尤金（英語：Hurricane Eugene）是1987年太平洋飓风季唯一登陆墨西哥的热带气旋，也是该季第八个热带气旋，第五场获命名的风暴和首场飓风，于7月22日经离墨西哥还有相当距离的热带扰动发展而成。当晚，气旋在向西北方向移动期间达到热带风暴强度并获名“尤金”。7月24日，尤金成为飓风，再于两天后短暂达到最高强度，属二级飓风。风暴强度很快回落至一级飓风标准，随后就从曼萨尼约附近登陆。气旋登陆后不久就迅速减弱，重返开放水域上空时已经降级成热带风暴，并且不久后便完全消散。
飓风尤金令墨西哥普降暴雨，引发大面积洪灾并伴有狂风，并以该国西南部灾情严重，西南沿海有五个州的降雨量创下新纪录。该国有超过5000人流离失所，其中曼萨尼约有60人，其他大部分生活在贫困地区及乡间。曼萨尼约的机场因控制塔受损而关闭。科利马州有200到300套房屋被毁。整场风暴共导致三人死亡，18人受伤，经济损失达1亿4212万美元（1987年美元），其中绝大多数是农作物损失。

## 气象历史
飓风尤金源自7月18日加勒比海西南部形成的热带扰动，这片天气系统接下来两天穿越中美洲，于7月20日到达尼加拉瓜近海。此后几天里，系统在东向气流影响下朝西行进。协调世界时7月22日凌晨0点，东太平洋飓风中心已将中心位于曼萨尼约以南约1200公里海域的天气系统归类成热带低气压。气旋开始缓慢朝西北偏北方向蜿蜒前进，逼近墨西哥中部上空几乎保持静止的反向槽，在同一天升级成热带风暴并获名“尤金”（Eugene）。7月24日，风暴的移动速度放缓，到达上层低气压区的西侧，然后转向西北。当晚，尤金再度升级，成为本季首场飓风。经过进一步强化，风暴于次日达到持续风速每小时160公里的最高强度，属二级飓风标准。
达到最高强度后不久，飓风开始同陆地相互影响，强度于当晚回落至萨菲尔-辛普森飓风等级下的一级飓风标准。7月25日中午12点，尤金以风力时速145公里强度从曼萨尼约附近登陆，成为1987年太平洋飓风季中唯一登陆的风暴，同年9月和10月分别有一场热带风暴和一场飓风逼近陆地，但最终都没有登陆。受墨西哥高山地形的影响，气旋急剧减弱，仅登陆六小时后就降级成热带风暴。尤金在陆地上行进的时间很短，不久后就进入加利福尼亚湾南部。但是，风暴并未因此重新增强，而是因为距离陆地太近而继续减弱，于7月26日清晨进一步降级成热带低气压，最终于中午12点完全消散。

## 防灾措施和影响

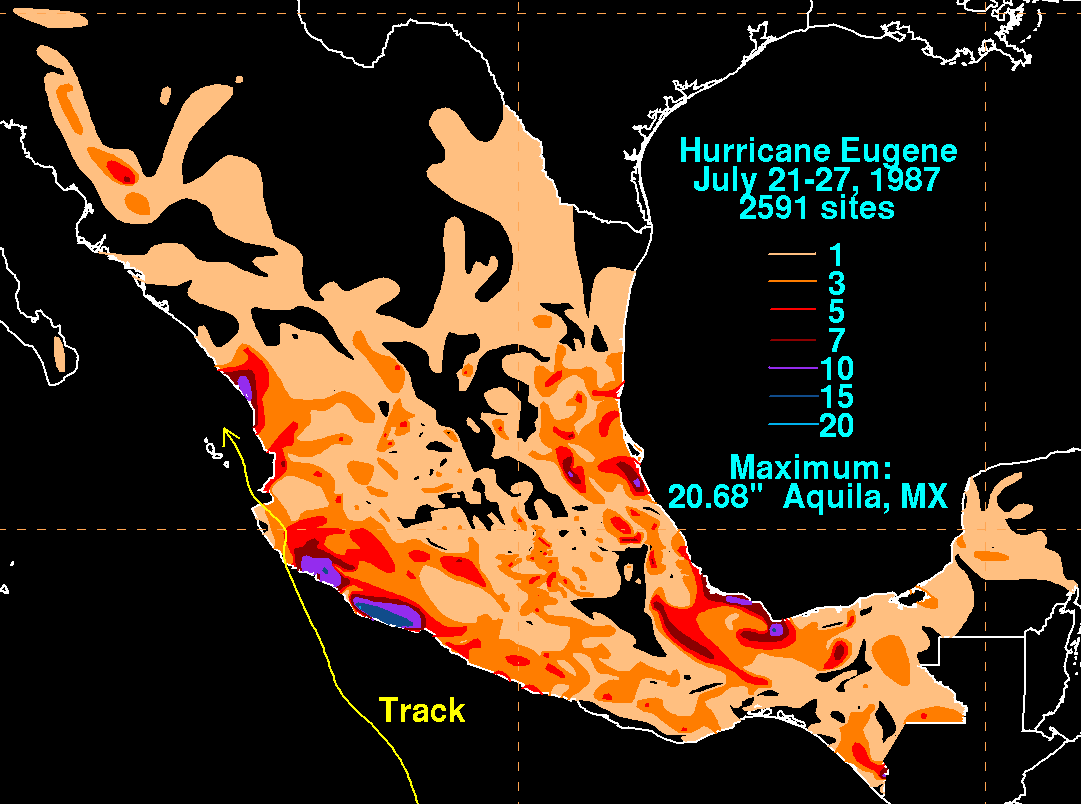
飓风尤金在墨西哥的降水分布

7月24日，风暴首度对墨西哥包括锡瓦塔内霍和曼萨尼约在内的多个港口构成威胁。阿卡普尔科的港口中止导航。阿卡普尔科至瓜伊马斯间共计1520公里范围的墨西哥海军进入警戒状态，墨西哥气象局向三个沿海州份发布航海警告。飓风在墨西哥部分沿海地区产生极端暴雨，降雨量以米却肯州西部角的阿奎拉（Aquila）最高，达525毫米。受气旋影响，阿瓜斯卡连特斯州、米却肯州、克雷塔罗州、特拉斯卡拉州和萨卡特卡斯州都降下暴雨，还出现4.6米高的巨浪。
飓风尤金令墨西哥普降暴雨，引发大面积洪灾并伴有狂风，许多民房和棕榈树倒塌。大量建筑质量不佳的民宅失去屋顶，结构坚固的建筑则没有受到显著破坏。受风暴影响，巴亚尔塔港有大量民居受损，全城大部分地区停电，该市及周边区域的洪水有46厘米深。曼萨尼约有许多树木和海滩上的小屋被气旋推倒，全城大部分地区失去供电。曼萨尼约机场的控制塔遭到破坏，机场被迫关闭数天。曼萨尼约至科利马因尤金被迫部分封闭。科利马州各地的农作物受到重创，共有200至300套民房被毁。南面数百英里外的特科曼和普韦布洛卡波斯有许多民居和公共建筑受损。格兰德河位于米却肯州境内部分河段泛滥成灾，导致五个村庄被淹，至少有一万人无法同外界取得联系，也无法搭乘交通工具离开。多条主要公路沿线发生山体滑坡，导致交通形势严峻。该州的农作物同样受到重创。
飓风一共摧毁的水果作物占地有39平方公里，风暴期间共有18人受伤。尤金共计摧毁约1257公顷芒果树和2291公顷香蕉，并以哈利斯科州的农作物受灾最为严重。同样被气旋摧毁的还有约219公顷可可、235公顷番木瓜和至少155公顷柠檬树。尤金和飓风格雷戈共同影响，令当地的平均降雨量创下新纪录。此外，墨西哥共有三人丧生，其中米却肯州两人。一人死于棕榈树倒塌，另一人也是被倒下的棕榈树砸死。该国有5000余人无家可归，其中大部分生活在贫困及乡下地区，曼萨尼约也有60人流离失所。墨西哥的农作物共计遭受价值达1亿4200万美元（1987年美元）的损失，其中单水果作物就超过260万美元（1987年美元），另外八套海滩别墅的损失总额有12万美元（1987年美元）。

## 善后
风暴过去后，墨西哥海军、陆军及地方政府制订清理方案。约300名政府工作人员在军方指引下清理各种垃圾。水电供应很快就得以恢复，大部分灾区的街道都在数天内清理干净。曼萨尼约有关部门请求附近区域伸出援手，提供药品、衣物和食品，红十字会在当地救助伤者。许多无家可归的居民疏散到政府办事处。飓风过去几天后，曼萨尼约、阿卡普尔科、锡瓦塔内霍和拉萨罗卡德纳斯的港口重新开放。尤金的残留之后还在美国西南部和落基山脉产生降水。
尤金是有纪录以来在7月登陆、并且登陆时风速仍然达到飓风标准的三场太平洋飓风之一，另外两场分别是1993年的飓风卡尔文和1954年袭击下加利福尼亚半岛的三号飓风。